# Имбоден (регион)
Регион Имбоден (нем. Region Imboden, итал. Regione Imboden, романш. Regiun Regiun dal Plaun) — регион швейцарского кантона Граубюнден, учрежденный 1 января 2016 года в результате региональной реформы кантона Граубюнден. Был образован из бывшего округа Имбоден. 
Столица региона располагается в коммуне Домат-Эмс.

## География
Самой высокой точкой региона считается гора Рингельшпитц (3 247 м).
Через Имбоден протекают реки Передний и Задний Рейн, которые в пределах региона сливаются в Рейн.
Регион граничит с регионами Плессур на востоке, Виамала на юге, Сурсельва на западе и кантонами Гларус (муниципалитет Гларус-Зюд) и Санкт-Галлен (избирательный округ Зарганзерланд) на севере.

## Административное деление
Регион Имбоден состоит из 7 муниципалитетов. 
| № | Герб | Название  | Население | Площадь на км² |
| - | ---- | --------- | --------- | -------------- |
| 1 |      | Бонадуц   | 3493      | 14,4           |
| 2 |      | Домат/Эмс | 8199      | 24,22          |
| 3 |      | Рецюнс    | 1612      | 13,37          |
| 4 |      | Фельсберг | 2781      | 13,4           |
| 5 |      | Флимс     | 2917      | 50,5           |
| 6 |      | Таминс    | 1205      | 40,74          |
| 7 |      | Трин      | 1488      | 47,17          |